# Reichskommissariat Niederlande

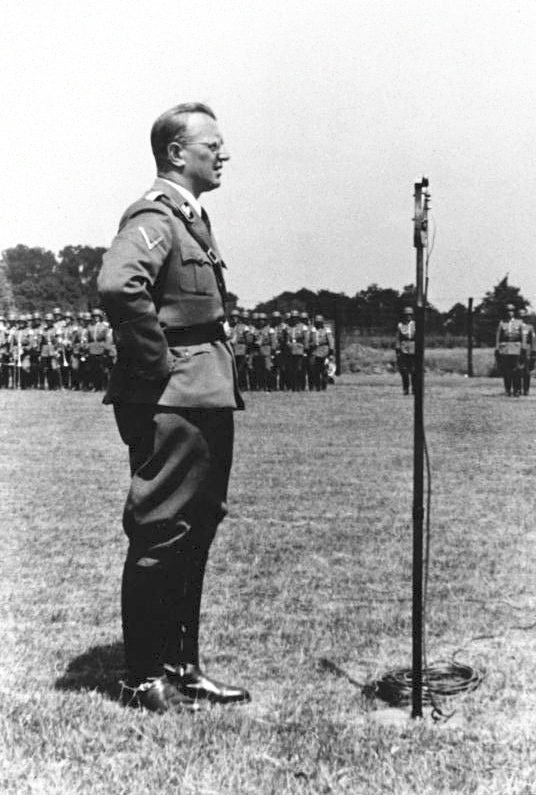
Arthur Seyß-Inquart

Het Reichskommissariat Niederlande (Rijkscommissariaat Nederland) is het Duitse bestuur over het in de Tweede Wereldoorlog door Duitsland bezette deel van het Koninkrijk der Nederlanden (met andere woorden het volledige grondgebied van Nederland in Europa), vanaf 29 mei 1940 tot aan de Duitse capitulatie op 4 mei 1945 en was, evenals het voormalig Nederlands bestuur, ten tijde van de eerste helft van de bezetting gevestigd in Den Haag. Tijdens de tweede helft van de bezetting werden alle belangrijke diensten, vanwege vermeende geallieerde dreiging vanaf zee, verplaatst naar plaatsen zoals Apeldoorn, Nijmegen, Arnhem en Velp.

## Inleiding
De Duitse overheersing van Nederland begon met de Duitse inval. Op de dag van de capitulatie (14 mei 1940) week de voltallige Nederlandse ministerraad uit naar Londen. Een dag eerder was koningin Wilhelmina hen al voorgegaan. De Nederlandse regering droeg het regeringsgezag in Nederland over aan generaal Winkelman, en verzocht de secretarissen-generaal als hoofd van hun departement op te gaan treden en zich daarbij naar de aanwijzingen van Winkelman te gedragen.
Op 20 mei 1940 trad het militair bestuur voor Nederland in functie, onder de Militärbefehlshaber Alexander Freiherr von Falkenhausen. Op 29 mei 1940 werd dit militaire bestuur vervangen door een civiel bestuur in de persoon van de van oorsprong Oostenrijkse nationaalsocialist Arthur Seyss-Inquart. Ook het tijdelijk bestuur van generaal Winkelman nam hiermee feitelijk een einde.  Hitler benoemde Seyss-Inquart tot Reichskommissar für die besetzten niederländischen Gebiete. Nederland werd onder civiel bestuur geplaatst omdat Hitler hechtte aan een primaat van de politiek boven het militaire in bezet Nederland. Op de langere termijn (over de lengte van die termijn is slechts van Duitse zijde gezegd: nach Kriegsende) beoogden de Duitse leiders integratie van Nederland in het Derde Rijk. De Duitse bezetter vond dat Winkelman niet voldoende had meegewerkt en nam hem op 2 juli 1940 gevangen. Een nieuwe ministerraad werd niet aangesteld; de secretarissen-generaal behielden de leiding over hun departement. Zij waren nu verantwoording verschuldigd aan Seyss-Inquart, die zich de functie van staatshoofd aanmat. In november 1940 kwam er een nieuw departement bij, het Departement van Volksvoorlichting en Kunsten.
De Eerste en Tweede Kamer en de Raad van State werden buiten werking gesteld.
De bestaande lagere overheden bleven eerst nog volledig intact; per 1 september 1941 werden echter bij verordening 152/1941 van de Rijkscommissaris aan de gemeenteraden en Provinciale Staten de bevoegdheden ontnomen.
Dit deed men omdat men uitging van het zogeheten leidersprincipe van de "Nieuwe Orde": in elke gemeenschap de gehele macht in handen van één man. Dit betekende dat de burgemeester de macht kreeg die vroeger aan de gemeente en het college van burgemeester en wethouders was toegewezen. De commissaris van de provincie – de vroegere commissaris der Koning – kreeg ook de taken van de provinciale en gedeputeerde staten toebedeeld. Dit onklaar maken van democratische processen vond plaats terwijl de commissarissen en burgemeesters nog maar zeer ten dele gelijkgeschakeld (NSB-lid of in elk geval Duitsgezind) waren. Van de commissarissen der provincie waren er begin 1942 6 van de 11 afkomstig van de NSB, in het najaar van 1941 waren van de ruim 1000 burgemeesters er 32 van de NSB, wel stond bijvoorbeeld Amsterdam sinds de Februaristaking onder de niet-NSB'er maar Duitsgezinde tot de Germaanse SS behorende Edward Voûte.
Naarmate de oorlog vorderde werden steeds meer secretarissen-generaal en burgemeesters vervangen door Nederlandse NSB'ers.

## Structuur
Het Duitse bestuur in Nederland had Seyss-Inquart als hoogste burgerlijke machthebber. Onder hem ressorteerden vier Generalkommissare. Deze waren:
- Hans Fischböck, Generalkommissar für Finanz und Wirtschaft (financiën en economie)
- Hanns Albin Rauter, Generalkommissar für das Sicherheitswesen (veiligheid), die daarnaast de functie van Höhere SS- und Polizeiführer bekleedde
- Fritz Schmidt, Generalkommissar zur besonderen Verwendung (speciale taken); pleegde zelfmoord[4] op 26 juni 1943 en werd opgevolgd door Willi Ritterbusch
- Friedrich Wimmer, Generalkommissar für Verwaltung und Justiz (bestuur en justitie)

Rauter viel als Höhere SS- und Polizeiführer voor veiligheidszaken en de deportatie van Joden direct onder de verantwoordelijkheid van Heinrich Himmler, als Reichsführer-SS de hoogst-verantwoordelijke inzake de SS. Onder Rauter vielen op hun beurt de Befehlshaber der Sicherheitspolizei und des SD (Wilhelm Harster) en verder de Aussenstelle (gedeputeerde) in Amsterdam (hoofd Willy Lages) en de Zentralstelle für jüdische Auswanderung (leiding: Ferdinand aus der Fünten).
Seyss-Inquart stelde voor elke provincie en voor Amsterdam en Rotterdam een Beauftragte (gevolmachtigde, toezichthouder) aan. Vanwege het economische belang ook de Beauftragte voor de Nederlandsche Bank. Vanaf de herfst van 1941 was de Beauftragte van Zuid-Holland tegelijk Beauftragte van Den Haag.

## Strategie en beleid
Seyss-Inquarts beleid was het Nederlandse staatsbestel en de bevolking geleidelijk rijp te maken voor de nationaalsocialistische gedachte en het nieuwe (dat wil zeggen door Duitsland geleide) Europa en uiteindelijk voor inlijving bij Groot-Duitsland, wanneer de oorlog eenmaal zou zijn gewonnen. Hij was zich echter zeer bewust van de beperkte steun die hij voor dit idee van uiteindelijke inlijving zou krijgen. Hij waakte er dus voor de Nederlanders tegen de haren in te strijken. Hij was zich er eveneens van bewust dat de nationaalsocialistische beweging in Nederland, met name de Nationaal-Socialistische Beweging (NSB) van Anton Mussert, een over het algemeen gehate minderheid vormde, ondanks het feit dat de NSB na 1940 sterk gegroeid was door toestroom van opportunisten en het verbod op alle andere partijen. Hier kwam bij dat er slechts weinig NSB-leden de vereiste bagage hadden om strategische functies succesvol te bekleden. Mussert stond bovendien een Dietsch-Nederland voor, een soort Groot-Nederland, waar Hitler niets voor voelde. Daarom stond Seyss-Inquart de NSB slechts beperkte bevoegdheden toe, was hij over het algemeen terughoudend in het benoemen van NSB'ers op strategische posities, en werkte hij vooral samen met de achtergebleven ambtenaren en het Nederlandse bedrijfsleven. Door de met de Duitse orders op de Nederlandse markt gepaarde economische groei, de pro-Duitse gezindheid van veel kopstukken uit het bedrijfsleven, en het in 1940 bestaande beeld dat Duitsland de oorlog zou winnen, werkten deze kopstukken aanvankelijk gewillig samen met de Duitsers. Bovendien, zo was de redenering, zouden ze bij tegenwerking door NSB'ers worden vervangen en dan zou iedereen nog verder van huis zijn (en zij hun baan kwijt).

## Uitwerking
In de loop der tijd bleek dat Seyss-Inquarts beleid onvoldoende vruchten afwierp. De Nederlandse bevolking bleek nauwelijks ontvankelijk voor nazificatie: maatregelen tegen de Joden stuitten op brede afkeuring, de Februaristaking verraste de Duitse bezetter onaangenaam en het groeiende actieve en passieve verzet onder de bevolking doorkruiste de Duitse plannen in aanzienlijke mate. In de loop van 1942 liet Seyss-Inquart zijn behoedzame massage-politiek dan ook los en verhardde de repressie. Het verloop van de oorlog droeg daartoe sterk bij. Op 22 juni 1941 had Hitler de aanval op Rusland ingezet. Deze strijd aan het oostfront bewerkstelligde dat de militaire aspecten gingen prevaleren, ook in het Duitse civiele bestuur in Nederland: inwoners en hulpbronnen dienden te worden ingezet ten behoeve van de Duitse oorlogsvoering. Dit geschiedde met harde hand: jonge mannen werden in fasen verplicht in de Nederlandse Arbeidsdienst te gaan werken op straffe van deportatie. De verscherpte maatregelen leidden in 1943 tot de April-meistaking en in 1944 tot de Spoorwegstaking.

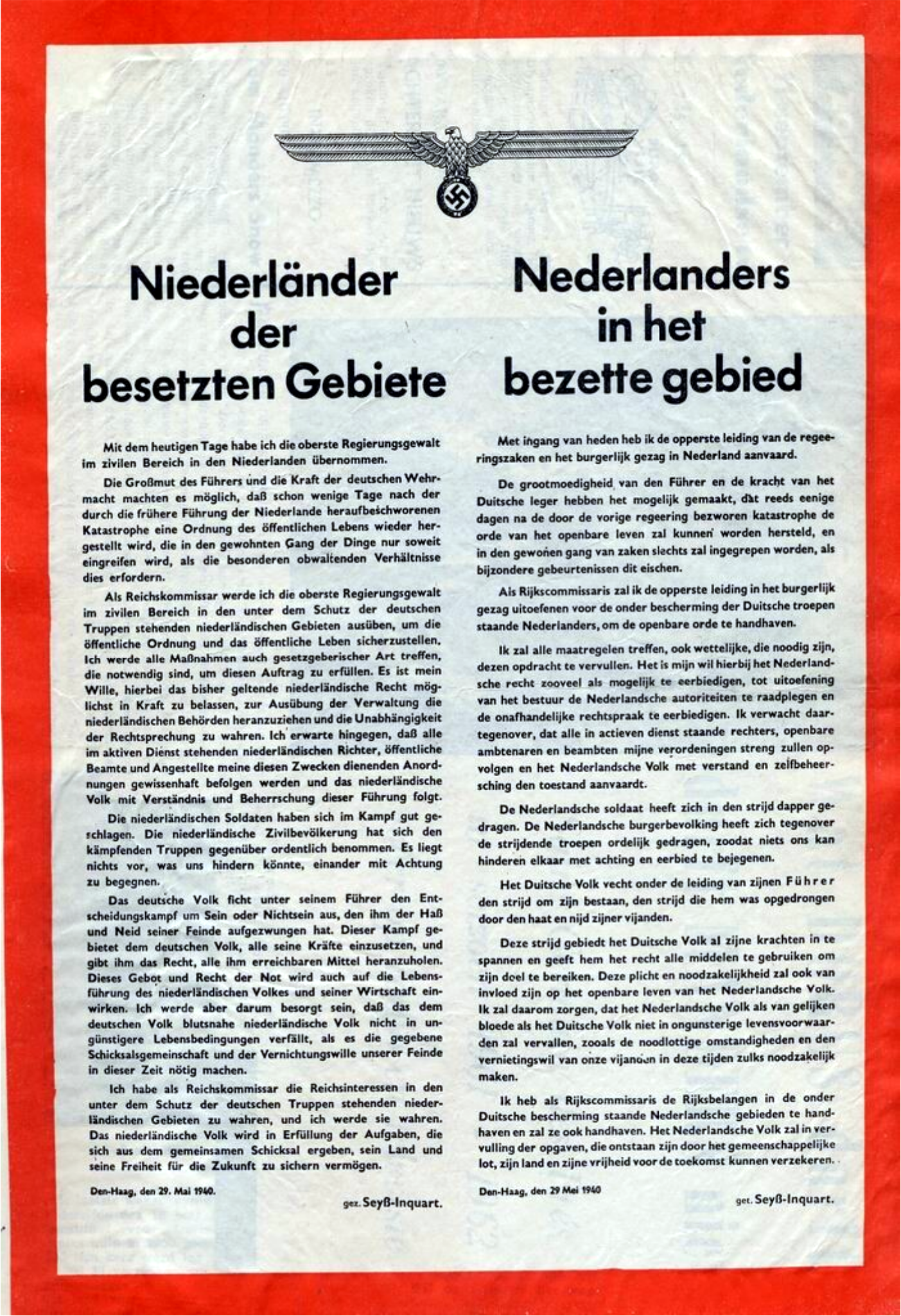
Gezagsverklaring Rijkscommissaris Arthur Seyss-Inquart dd 29-05-1940

## Laatste fase
In de laatste oorlogsfase wierpen de Duitsers het masker helemaal af. De militaire rechtbanken werden opgeheven; processen werden niet meer gevoerd. Gevangenen werden naar concentratiekampen afgevoerd of meteen gefusilleerd. Tot de bevrijding was willekeur het parool; zie Deppner-executies. De chaos die ontstond met Dolle Dinsdag redde sommigen het leven doordat hun dossiers zoekraakten.